# ملولح
ملولح (به عربی: ملولح) یک روستا در سوریه است که در ناحیه حمرا واقع شده‌است. ملولح ۳۷۷ نفر جمعیت دارد.